# Stadtkirche St. Jakob und St. Dionysius (Gadebusch)

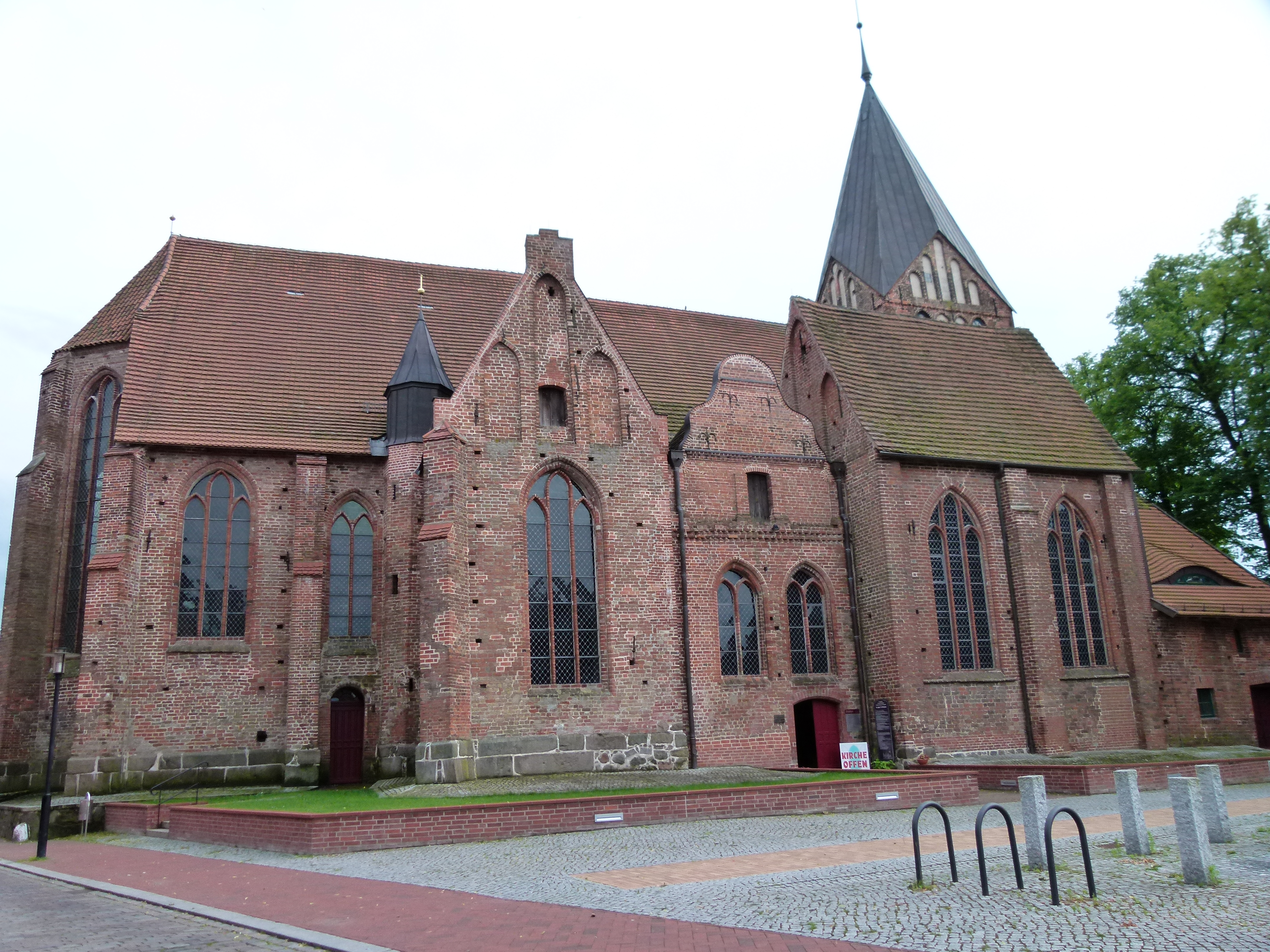
Stadtkirche St. Jakob und St. Dionysius in Gadebusch

Die ursprünglich spätromanische Stadtkirche St. Jakob und St. Dionysius in Gadebusch befindet sich auf einem zentralen Hügel nahe Markt und Rathaus. Es wird angenommen, dass das Rathaus einst mit der Kirche auf einem Platz stand, da die Straße, die beide heute voneinander trennt, erst im späten Mittelalter gebaut wurde.
Der lang gestreckte Backsteinbau mit dem niedrigen Westturm gliedert sich in drei gleich hohe Schiffe und gehört somit zum Typus der Hallenkirchen. Diese Bauweise ist vermutlich beeinflusst von skandinavischen und westfälischen Kirchen, erklären lässt sich diese Annahme zum einen durch die langzeitige dänische Herrschaft über Westmecklenburg, zum anderen durch die Besiedlung der einst von Slawen beherrschten Gebiete durch westfälische Siedler. Genau wie die älteste mecklenburgische Dorfkirche im sieben Kilometer entfernten Vietlübbe wird die Gadebuscher Stadtkirche heute als eine der frühesten Backsteinkirchen in Nordwestmecklenburg angesehen. Dass beide Bauten Parallelen zum 1154 begonnenen Ratzeburger Dom aufweisen, deutet auf eine Beteiligung der Ratzeburger Bauhütte beim Bau hin. Als mecklenburgische Nachfolgebauten gelten die Kirchen von Ribnitz, Grevesmühlen und Malchin.

## Baugeschichte

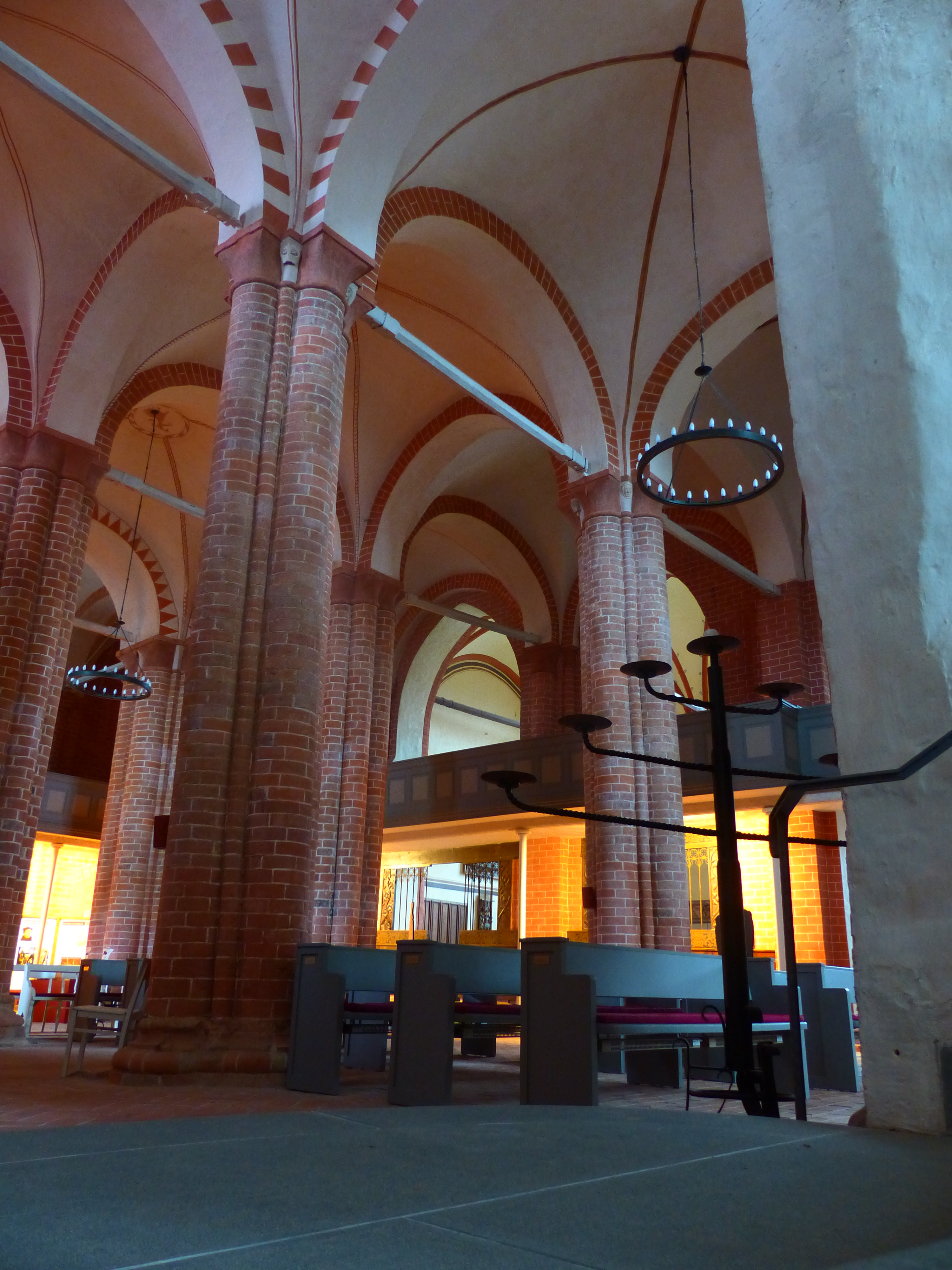
Romanisches Hallenschiff

Die Errichtung der Kirche lässt sich in mehrere Bauabschnitte gliedern, das romanische Langhaus in Form der wohl ersten Vierstützenhalle aus den ersten Jahren des 13. Jahrhunderts, die westliche Verlängerung um ein Joch ab 1220 und den spätgotischen Chor des 15. Jahrhunderts in Form einer Pseudobasilika.
Die ursprüngliche Ostpartie, bestehend aus einem Kastenchor und zwei Apsidiolen (kleinen Nebenapsiden) ist archäologisch nachgewiesen. Das quadratische „Langhaus“ ist dendrochronologisch auf 1206 datiert. 1220 erfolgte die Grundlegung für die Verlängerung der Kirche um eine Jochreihe nach Westen, das Turmjoch.  Die dicken Nord- und Südwände der Westverlängerung und ihre kräftigen Bündelpfeiler lassen auf den Plan eines querrechteckigen Westbaues schließen. Stattdessen erhielt die Kirche dann einen einfachen Turm über dem Mittelschiff, vermutlich um 1300. Dass der Turm außerdem drei heute zugemauerte rundbogige Pforten und bis zu fünf Meter hohe Wandvorlagen aufweist, lässt auf eine anfänglich vorgesehene Dreigliederung und ebenso auf eine größer geplante Dimension des Westbaus schließen.
Zu Beginn des 15. Jahrhunderts wich der Kastenchor im Zuge einer nächsten Erweiterung einem dreischiffigen Chor, wobei der ursprüngliche Ostgiebel der Hallenkirche zwar erhalten blieb, allerdings durch das nun höhere Dach verborgen wurde. Dass eine dreihundert Jahre später errichtete Erweiterung einer Kirche einen anderen Querschnitt hat als der Kernbau, ist nichts Ungewöhnliches.

Grundriss von 1894

Ebenfalls im 15. Jahrhundert entstanden die vier angrenzenden Kapellenbauten. Die an den Chor anschließende Kapelle, früher St.-Annen-Kapelle genannt, wurde vermutlich baueinheitlich mit diesem errichtet, es folgte die Lützow- oder auch Holdorfer Kapelle. Die Königskapelle im Westen (ursprünglich eine Marienkapelle) ist der größte der vier Anbauten. Sie wurde um 1420 von Agnes, Herzogin zu Mecklenburg, gestiftet. Als Materialienkammer dient die letzte, kurz vor 1466 errichtete Kapelle, die sich an den Turm angliedert.
Zu einer Renovierung des Giebels kam es bereits Ende des 16. Jahrhunderts, eine erste größere Restaurierungsphase erfolgte von 1842 bis 1845 unter der Leitung des mecklenburgischen Forschers Friedrich Lisch. Im Zuge dieser Arbeiten wurden unter anderem einige bedeutende Ausstellungsstücke beseitigt, der Fußboden bis zu 72 cm erhöht und Emporen errichtet. 1896 bis 1898 erfolgte eine neue Ausmalung der Königskapelle, kurze Zeit später wurde das Südportal restauriert und außerdem durch Umbauten aus drei Kapellen ein einheitlicher Raum geschaffen. Mit dem Jahr 1955 wurde die Abtragung der Farbschichten zur Aufdeckung der ursprünglichen Farbgebung in den romanischen Bauteilen beendet. Im Zuge einer Restaurierung des Chors wurden 1973 die nach 1842 nachträglich eingebauten Elemente entfernt. 2010 wurde auch der 1842 erhöhte Fußboden wieder auf sein ursprüngliches Niveau abgesenkt, das Gestühl entfernt und vier Fenster in der Südwand zurückgebaut und mit moderner farbiger Verglasung versehen.

## Beschreibung des Äußeren

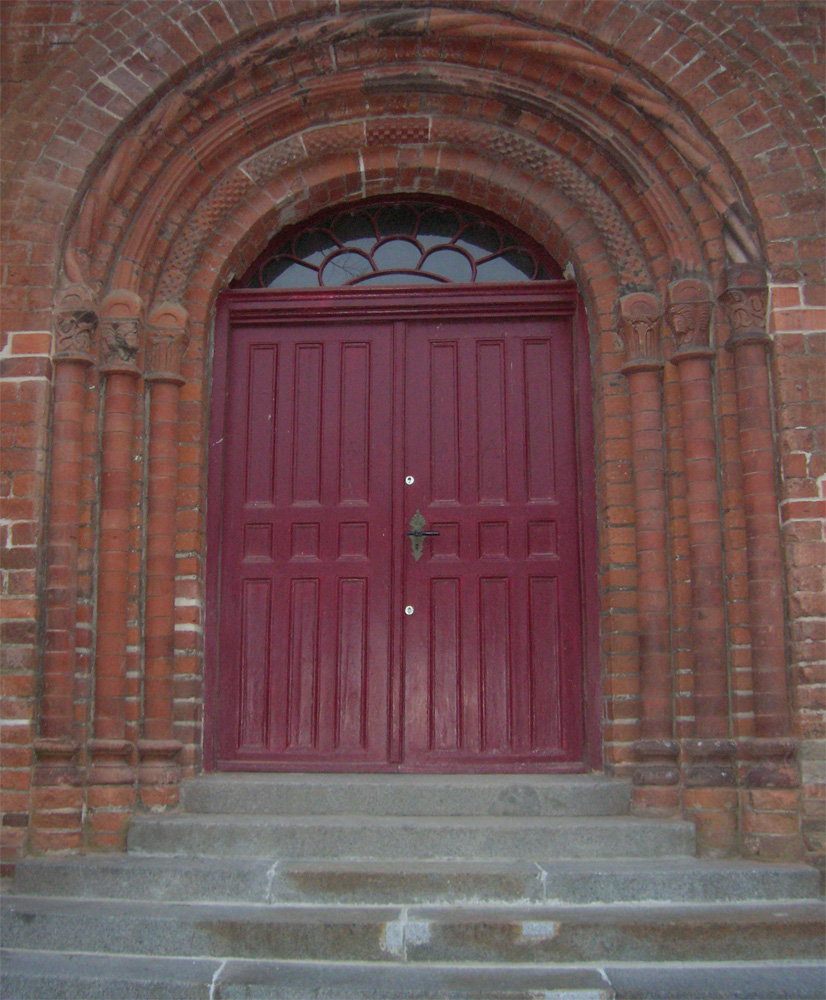
Südportal

Der im Grundriss nahezu quadratische Backsteinbau im wendischen Verband (zwei Läufer, ein Binder) wurde auf einem Fundament aus Granit errichtet. Die spätromanische dreischiffige Halle besteht aus drei mal drei Jochen, drei westlich angrenzende Joche tragen den Kirchturm, im Osten bilden neun weitere den gotischen Chor. Entlang der Nordwand schließen sich vier Kapellenbauten an.

### Süden
Die Südseite des Baus wird durch Lisenen sowie einen von diesen unabhängigen Kreuzbogenfries gegliedert und weist schmale Rundbogenfenster auf. Die Verwendung unterschiedlicher Backsteinziegel lässt sich am Farbwechsel der Mauer im zweiten Joch erkennen: im Osten sind graugelbe, im westlichen Teil größere rote Steine zu sehen.
Das rundbogige Südportal, dem eine kleine halbrunde Treppe vorgelagert ist, gilt als ein Prachtstück der Kirche. Es wird von einem Gewände mit schmalen Säulen und ornamentierten Backsteinkapitellen gesäumt, deren Schmuckformen Parallelen zur spätromanischen Kunst des rheinischen Hausteinbaus aufweisen. Dem Original entsprechend restauriert und ergänzt wurde der schachbrettartig gekästelte, gedrehte Rundstab in der Archivolte. Eine rundbogige Wandvorlage mit drei Viertelrundwülsten führt vom Portalgewände nach einem markanten Knick weiter am Sockel der Halle entlang. Dieses Motiv findet sich in rechteckiger Form ebenso an der Südvorhalle des Ratzeburger Doms.

### Westen

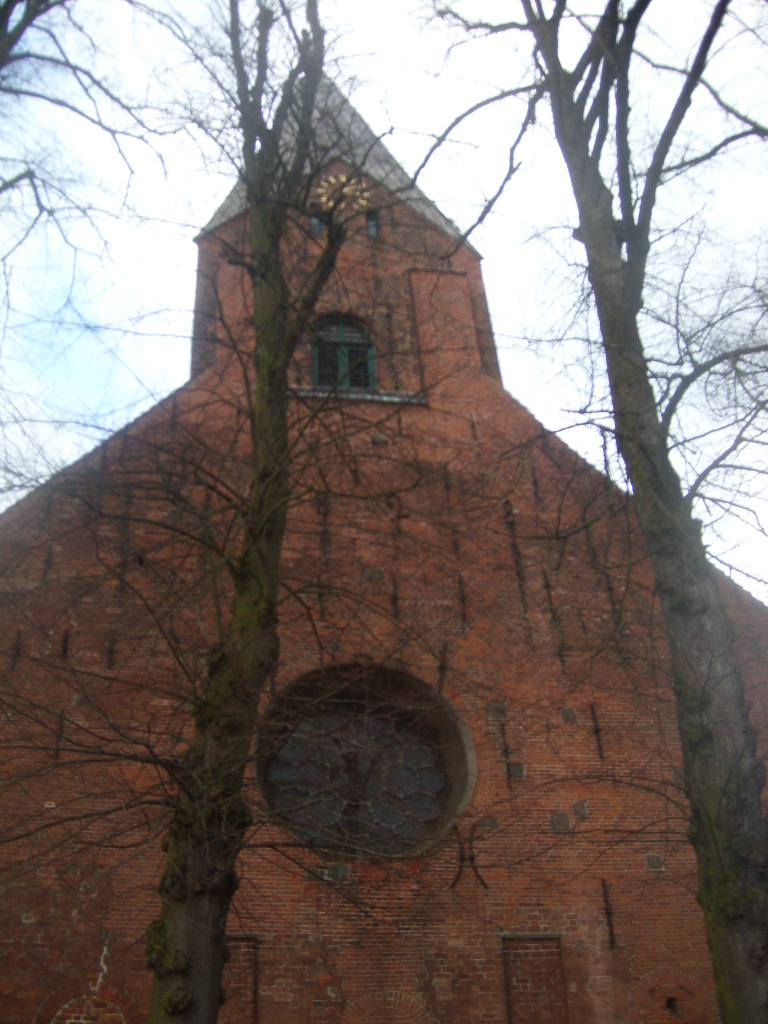
Westfassade mit Turm und Fensterrose

Entsprechend der Dreischiffigkeit des Langhauses wird die Westfassade vertikal durch Lisenen sowie drei zugemauerte rundbogige Pforten gegliedert. Mittig darüber ist eine große Fensterrose aus Bronzeguss in die Wand eingelassen. Sie entstand zeiteinheitlich mit dem Kirchenbau, ihre Glasfenster wurden im 19. Jahrhundert eingesetzt.
Der niedrige Kirchturm an der nördlichen Westseite wird durch vier Blendgiebel und einen achtseitigen Pyramidenhelm gekrönt. Diese – für Sakralbauten im südlichen Ostseeraum charakteristische – Dachform ist auch unter dem Namen „Bischofsmütze“ bekannt.

### Osten
Im Osten schließt sich der ebenfalls dreijochige Chor an das Langhaus an, wodurch die Gesamtlänge des Baus nahezu verdoppelt wird. Dieser Bauteil gliedert sich zwar als Fortsatz der Halle in drei Schiffe, entsprechend der Bauweise gotischer Basiliken ist das Mittelschiff hier jedoch stark erhöht. Die auf Grund des Straßenverlaufs schräg stehende Ostwand mit dem leicht vorspringenden dreiseitigen Schluss des mittleren Chorschiffs wird durch einen hohen quaderförmigen Granitsockel sowie abgetreppte Strebepfeiler und gotisch geschmückte Fenster gegliedert.
Der ursprüngliche Ostgiebel mit einer kleinen Sechspassblende verbirgt sich unterhalb des Chordachs. Die Umrahmung seiner Schrägen mit Zahnschnittfriesen, die von Konsolen getragen werden, findet sich in vergleichbarer Form auch an der benachbarten Vietlübber Dorfkirche.

### Norden

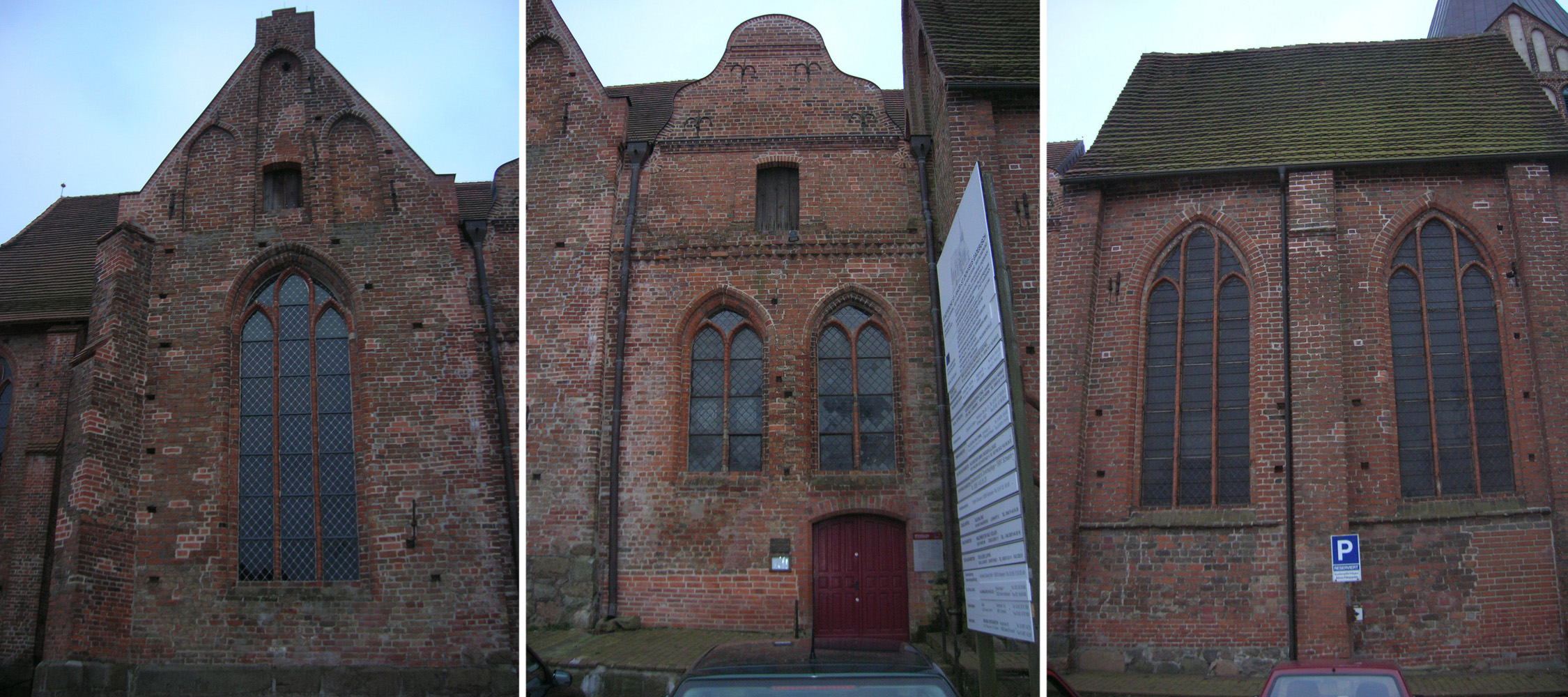
St.-Annen-, Lützow- und Königskapelle an der Nordseite von Ost nach West

Die Nordseite der Langhaushalle wird durch die vier Kapellenanbauten geprägt. Im Osten steht der quer ausgerichtete Giebel unter dem Satteldach der aus einem Joch bestehenden St.-Annen-Kapelle; er weist Blendgliederungen auf. Die anschließende ebenfalls einjochige Lützow- (nach den Herren von Lützow) oder Holdorfer Kapelle ist durch eine neu eingelassene Tür zu betreten und wird von einem abgerundeten Renaissancegiebel aus dem 16. Jahrhundert gekrönt. Westlich grenzt die zweijochige und damit größte und ebenso bedeutsamste der Anbauten an: die St.-Marien- oder auch Königskapelle der Königin Agnes. Ihre Fassade gliedert sich durch flache Strebepfeiler sowie zwei spitzbogige Fenster. Den Abschluss nach oben bildet ein längsgerichtetes Satteldach. Der mit einem Kreuzrippengewölbe ausgestattete Kapellenraum ist nicht nur über das nördliche Seitenschiff zu betreten, sondern weist ebenso einen Durchgang zum anschließenden vierten Raum, der heutigen Materialkammer auf. Diese lässt sich außerdem über die zur westlichen Empore leitende Treppe erreichen.

## Beschreibung des Inneren
Besonders in der Architektur des Inneren zeigen sich deutliche Unterschiede zwischen den romanischen und gotischen Bauteilen der Kirche. Hier lässt sich feststellen, dass der nachträglich erweiterte Chor deutlich weniger aufwändig gestaltet ist, als das bauzeitliche Langhaus. Der im Zuge der Restaurierung der Jahre 1842–1845 teilweise erhöhte Fußboden sorgte darüber hinaus für eine starke Verschiebung der Proportionen; er wurde 2010 wieder auf sein ursprüngliches Niveau abgesenkt.

### Langhaus

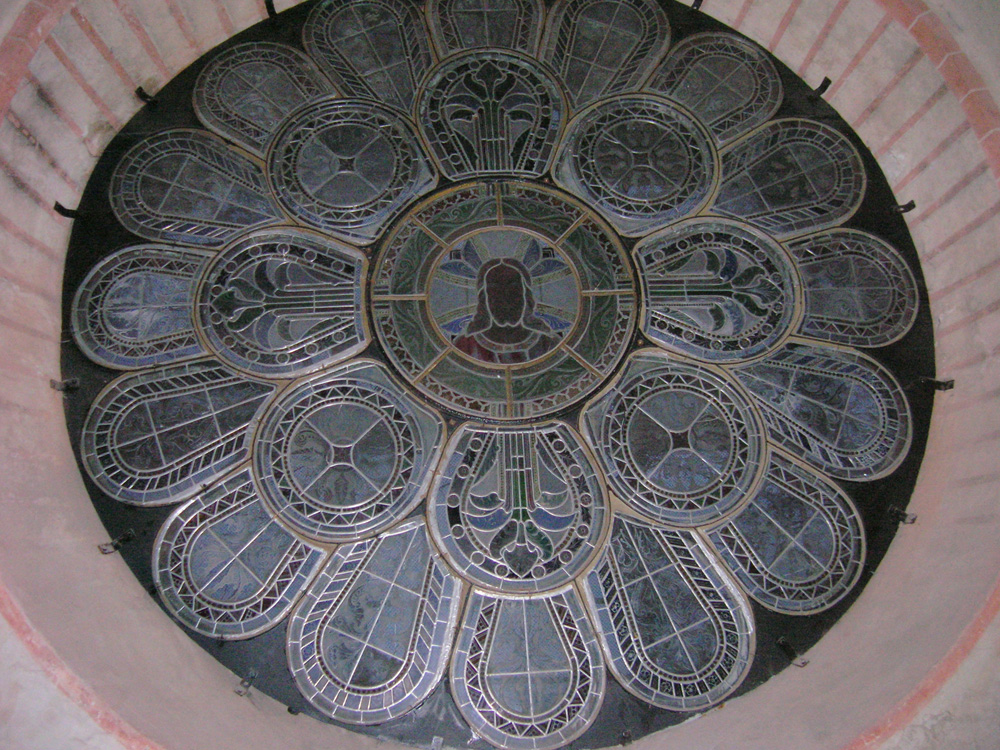
Fensterrose der Westwand von innen

Im spätromanischen Teil sind die drei Turmjoche im Westen zum Langhaus mit seinen neun quadratischen Jochen hin geöffnet. Das gleichmäßige Kreuzgratgewölbe der Halle wird von unterschiedlich gestalteten Bündelpfeilern getragen, deren Umfang von West nach Ost abnimmt, wodurch der Raum optisch auf den Chor ausgerichtet wird. Das gewaltige Freipfeilerpaar im Westen ist mit sechs starken Halbsäulen versehen, von denen je zwei die kräftigen, den massiveren Wänden des Turmjochs angemessenen Gurtbögen bedienen. In der Mitte fungieren zwei vergleichsweise schmale Pfeiler mit jeweils acht schlankeren Halbsäulen als Gewölbeträger. Das Paar im Osten weist je vier starke Halbsäulen sowie schmale, in die Ecken eingestellte Runddienste auf, welche, vermutlich inspiriert durch einen ähnlich gestalteten Vierpasspfeiler in der Südvorhalle des Ratzeburger Doms, in plastisch ausgearbeiteten Menschen- und Tierköpfen enden, deren Symbolik jedoch bisher nicht eindeutig bestimmt ist. An den Wänden der Seitenschiffe finden sich Wandvorlagen in Gestalt von Halbsäulen oder aber in rechteckiger Form mit Runddiensten, die die Schildbögen bedienen, und Kapitellen, auf denen die Gratgewölbe aufliegen.

### Chor

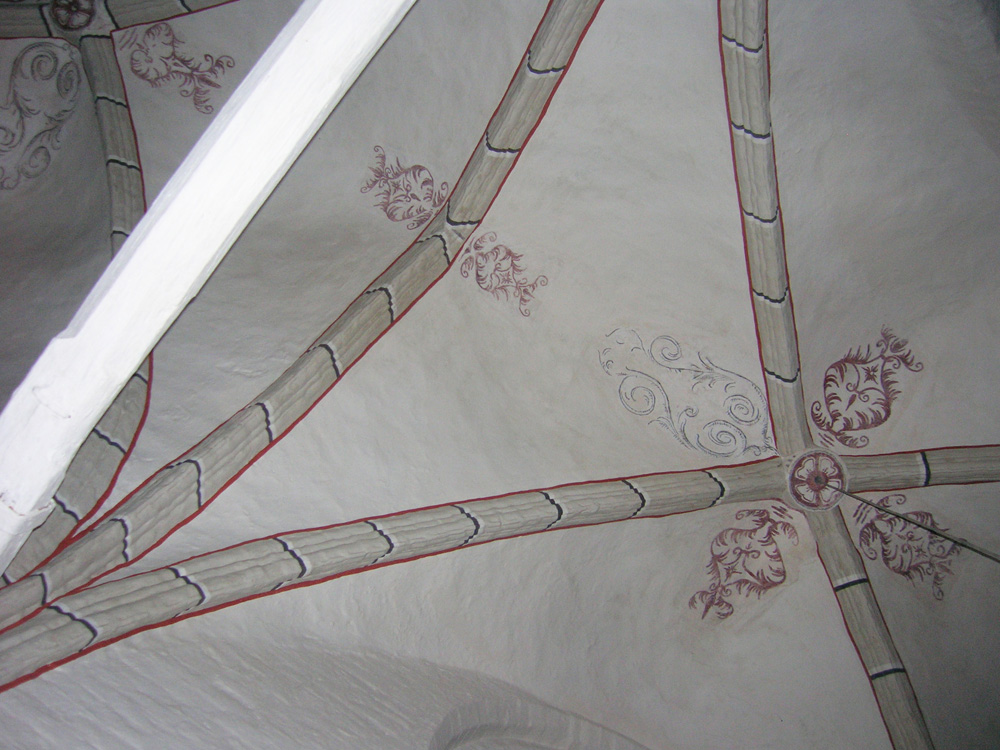
Chorgewölbe

Zum dreischiffigen Chor führt an Stelle der ursprünglichen Ostwand, deren Breite sich genau wie der Ansatz des einstigen Gewölbes noch erkennen lässt, ein leicht spitzbogiger Triumphbogen. An seiner der Halle zugewandten Seite befinden sich zwei schlanke, in Holz ergänzte Runddienste. Ihre original erhaltenen Basen und Kapitelle dienen als Auflager für die östlichen Scheidbögen der Halle. In den Durchbrüchen zu den niedrigeren Seitenschiffen des Chors sind außerdem noch Überreste der seitlichen Apsidiolen vorhanden. Doch nicht nur im erhöhten Mittelschiff zeigen sich Parallelen des Chors zum Typus der gotischen Basilika: im Gegensatz zum Langhaus befinden sich hier massige Achteckpfeiler, die schlichte Arkadenbögen tragen, außerdem wird der Raum von einem gotischen Kreuzrippengewölbe gekrönt, das im Mittelschiff auf schmalen Birnstabdiensten, in den Seitenschiffen auf schlichten Konsolen ruht. Der Obergaden des erhöhten Chormittelschiffs ist mit Blendfenstern versehen. Das östliche Ende des Baus bilden die zwei geraden, allerdings auf Grund der Straßenführung nicht ganz rechtwinklig verlaufenden Außenmauern der Seitenschiffe sowie der dreiseitige polygonale Abschluss des Mittelschiffs.

## Architekturfarbigkeit

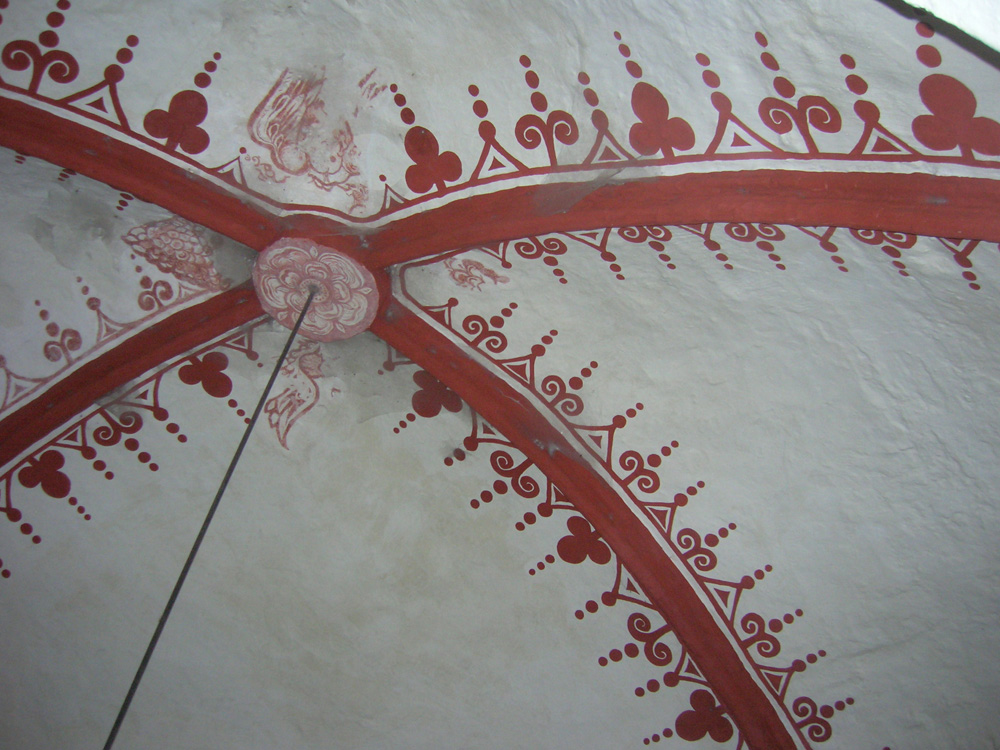
Gewölbemalerei

Insbesondere die farbliche Gestaltung der spätromanischen Halle, die direkt nach der Fertigstellung des Baus im 2. Viertel des 13. Jahrhunderts entstand, ist für Norddeutschland ein seltenes Beispiel ihrer Zeit und gilt somit als besonders wertvoll. Die ursprünglichen Ausmalungen auf dem roten Backsteingemäuer betonten die Einzelformen der Halle, sie wurden 1945/55 freigelegt und restauriert. Das Gewölbe des Langhauses ist mit vielfältigen figürlichen und ornamentalen Schmuckformen sowie architektonischen Motiven versehen. Auch die Gewölbegrate der Gurt-, Scheid- und Schildbögen weisen unterschiedliche weiße, rote oder auch blauschwarze Bemalungen auf. So sind hier beispielsweise geometrische Muster, wie Kreise und Dreiecke, aber auch Zickzacklinien und Steinimitationen zu finden, die durch weiße Fugen auf rotem, oder rote Fugen auf weißem Grund hervorgerufen werden. Einige Gewölbescheitel sind außerdem mit runden Schlusssteinen besetzt, unter denen zwei Tierdarstellungen tragen.
Im Jahr 1360 entstanden weitere Wandbemalungen, insbesondere an den östlichen Wänden des Südseitenschiffs. Auch hier sind Reste erhalten geblieben, so unter anderem ein Bildnis des heiligen Christophorus nahe dem Aufgang zur Kanzel.
Im Chor lassen sich darüber hinaus Überbleibsel gotischer Glasmalereien finden. Die südöstlichen Chorfenster zum Beispiel werden mit einer Apostelscheibe, eine der wenigen noch existenten Werken der norddeutschen Glasmalerei um 1500, geschmückt.
Des Weiteren sind Darstellungen der Maria mit dem Kind sowie mehrere alte Wappen erhalten.

## Ausstattung

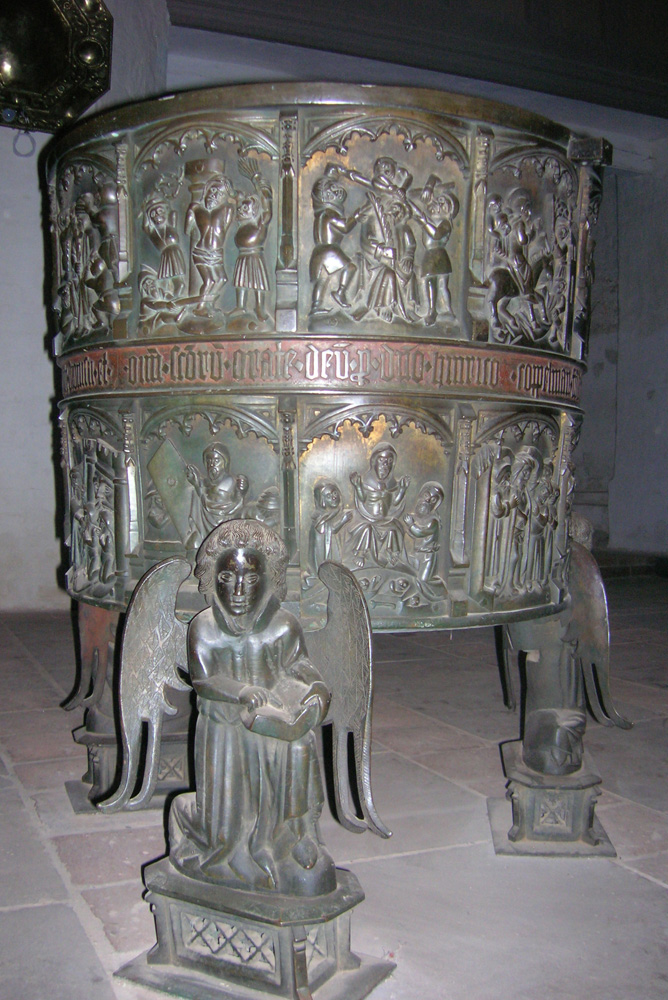
Bronzefünte

Das Gros der Gegenstände im Innern des Kirchenraums stammt aus dem 15. und 17. Jahrhundert, vieles gehörte ursprünglich zur Ausstattung der St. Marien-/Königskapelle und ist nun in Langhaus oder Chor zu betrachten.
Als wertvollstes Stück der Kirche wird allgemein der bronzene Taufkessel, auch Fünte genannt, angesehen, der heute mittig im gotischen Chor aufgestellt ist. Der umlaufenden Inschrift mit entsprechendem Wappen und den Initialen HK zufolge wurde er 1450 vom derzeitigen Priester Hinrich Koppelmann, der sie vermutlich seinen Vorstellungen gemäß in Auftrag gab, gestiftet. Drei kniende Engel tragen den runden Kessel, der von zwei umlaufenden, von der Inschrift jedoch getrennten, Reihen mit je elf separat gegossenen, aufgenieteten Reliefs geschmückt wird. Unter niedrigen Maßwerkbögen sind jeweils für sich stehende Szenen der Passion Christi, sowie der Stifter der Fünte bildlich dargestellt. Die aufwändig geschnitzte hölzerne Taufumrandung von 1659 ist heute in der südöstlichen Ecke des Chores zu finden, die einstige Bedachung des Kessels ist nicht mehr erhalten. Sowohl ihre Gusstechnik, als auch die Art der plastischen Darstellung machen die Bronzefünte mit denen der Marienkirche in Rostock und der Nikolaikirche in Wismar zu einer der bedeutenden in Norddeutschland.

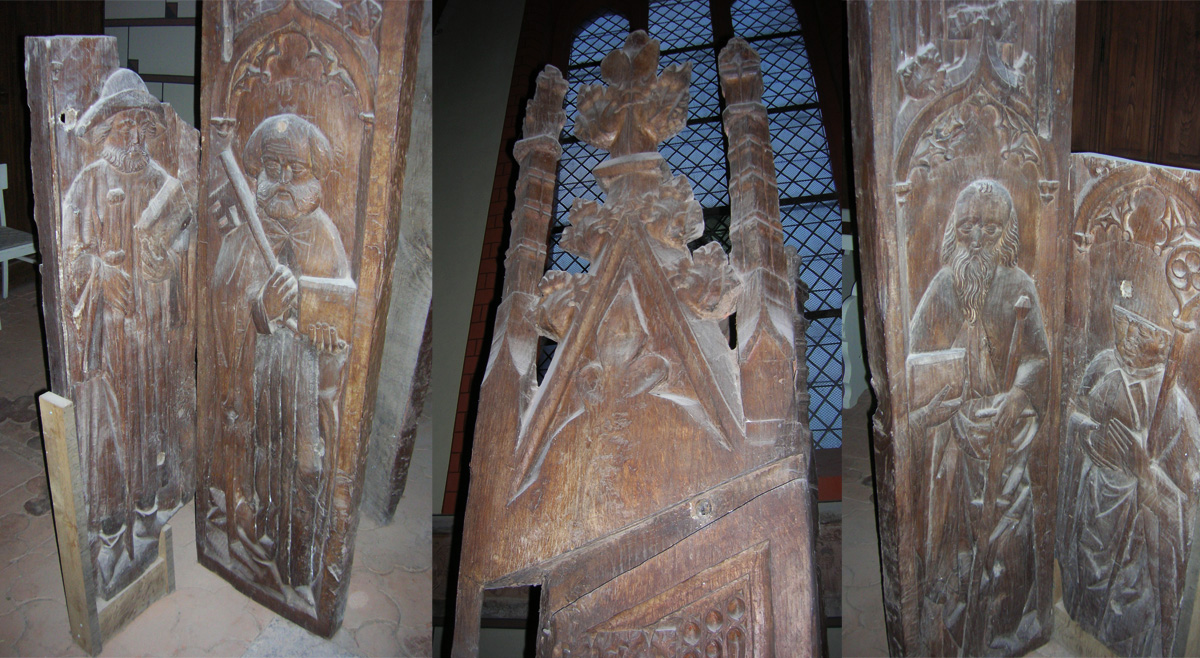
Reste des einstigen Chorgestühls in der Königskapelle

 Reste des ehemaligen Chorgestühls, um 1460 ebenfalls von Priester Koppelmann gestiftet, sind heute im Chor zu betrachten. Es ist mit vielfältigen Wangen versehen, die geschnitzte ornamentale Verzierungen, Aposteldarstellungen und die Schutzpatrone der Kirche zeigen. Dionysius, der als erster Pariser Bischof Ende des dritten Jahrhunderts enthauptet wurde und deshalb mit seiner Schädeldecke in der Hand dargestellt ist, und der heilige Jakobus der Ältere mit einem Wanderstab. Des Weiteren lässt sich hier ein farbiges Bild der Maria mit dem Jesuskind finden. Erhalten sind außerdem Reste eines Viersitzes aus dem zweiten Viertel des 15. Jahrhunderts, einst Teil der Ausstattung der St. Marien-/Königskapelle, mit Wangen, auf denen Johannes der Täufer sowie die Madonna überkrönt von Kielbogenarchitektur dargestellt sind.

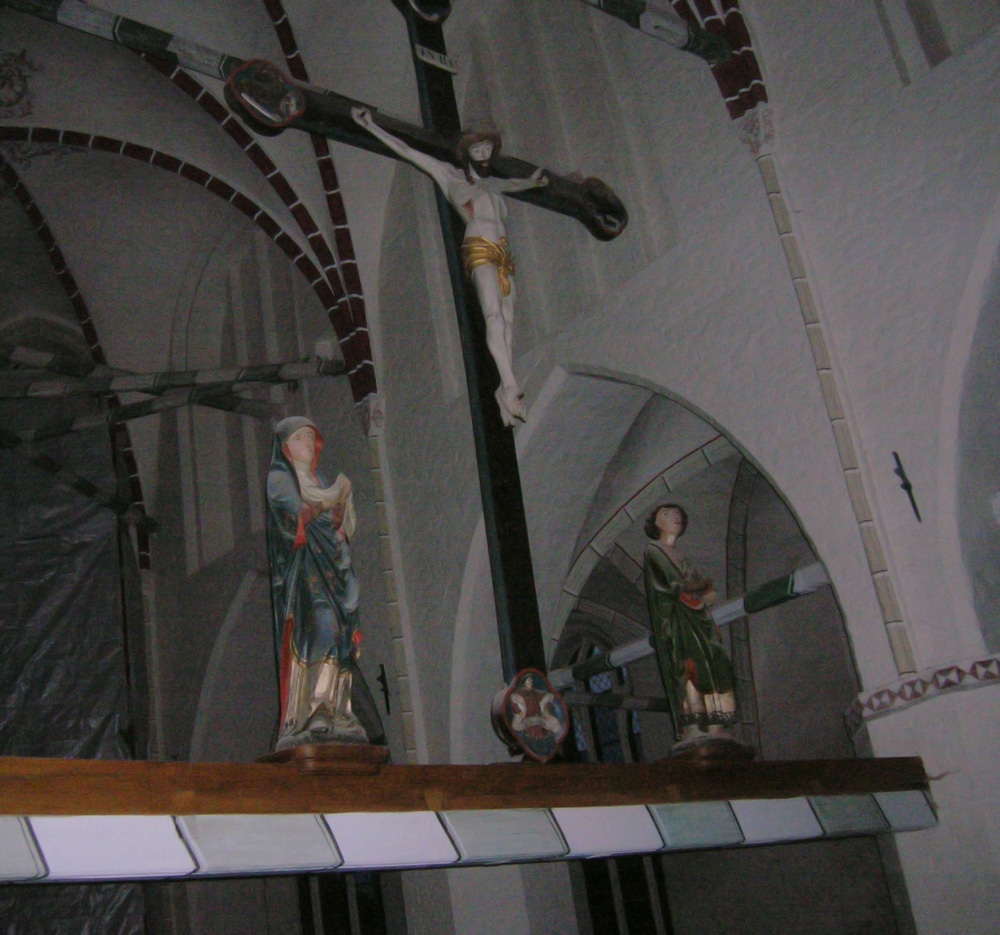
Triumphkreuzgruppe

Zwischen Langhaus und Chor befindet sich die Kanzel von 1607. Durch aufwändige Schnitzereien ist am Kanzelkorb Christus mit den vier Evangelisten, im Tympanon des Portals der Gottvater dargestellt. Der einfache Altartisch wurde im Zuge der Chorrestaurierung des Jahres 1973 aufgestellt. Ursprünglich stand an dieser Stelle bis 1842 ein wertvoller Altar, der etwa 1490 in Lübeck von Hermen Rode angefertigt, jedoch dem Schweriner Museum überlassen wurde. Eine besondere Sehenswürdigkeit ist darüber hinaus die Triumphkreuzgruppe aus dem Ende des 15. Jahrhunderts, die sich oben im Chor befindet. Sie zeigt Maria und Johannes neben dem Kreuz stehend.

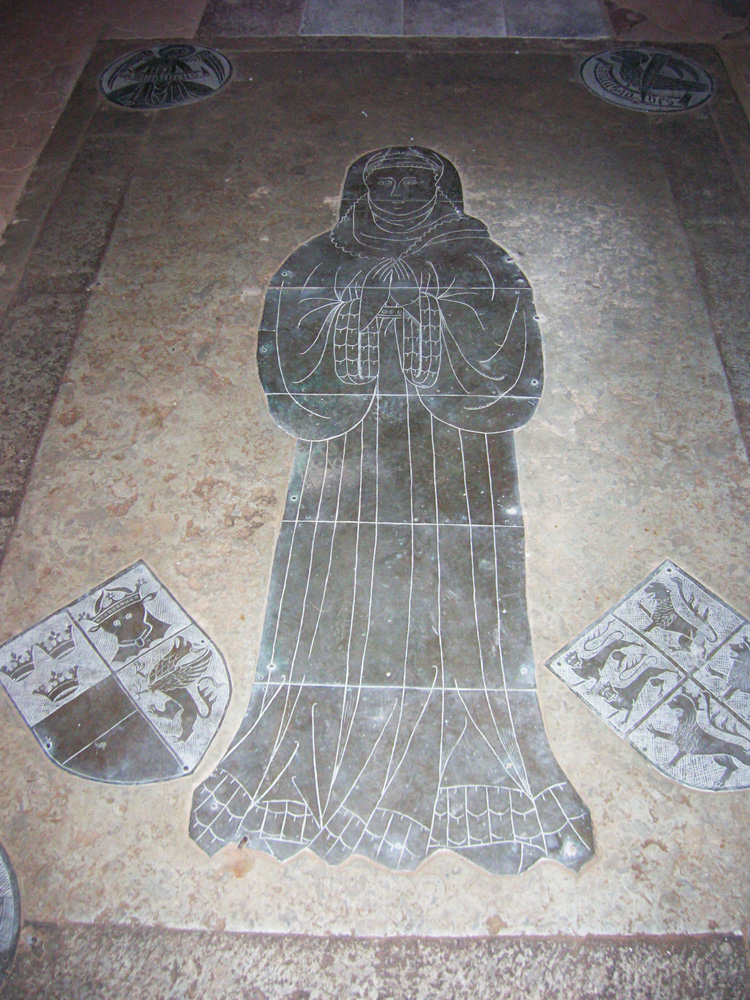
Grabplatte der Königin Agnes von Schweden und Herzogin zu Mecklenburg

In der St. Marien-/Königskapelle befinden sich gleich mehrere bedeutsame Werke. An der westlichen Wand ist ein Altargemälde des so genannten Nazarenerstils zu betrachten, das 1824 vom einstigen Hofmaler Carl Georg Schumacher angefertigt und zwanzig Jahre später in einen neugotischen Altaraufsatz eingesetzt wurde. Der Titel des Bildes lautet „Christus am Ölberge stehend“ oder auch „Gebetstriumph im Garten Gethsemane“. Die Ostwand der Kapelle schmückt ein Tafelbild aus dem Ende des 16. Jahrhunderts, das in ganzer Figur den mecklenburgischen Herzog und schwedischen König Albrecht III. († 1412) mit seinem Sohn zeigt. Obwohl Albrecht neben diversen weiteren mecklenburgischen Herzögen im Bad Doberaner Münster begraben liegt, fungierte er als Namensgeber der Kapelle. Einst befanden sich hier außerdem zwei Grabsteine, die nun an der Südwand des Chores zu sehen sind. Einer von ihnen ist Albrechts Frau, der 1434 verstorbenen Königin Agnes von Schweden und Herzogin zu Mecklenburg gewidmet. Die Kalksteinplatte ist mit einer Messinggravur versehen, die die Königin in Nonnentracht mit ihren zwei Wappen, sowie in den Ecken die vier Evangelisten zeigt. Die ursprüngliche umlaufende Inschrift ist nicht erhalten. In unmittelbarer Nähe findet sich ein zweiter Grabstein, der der im Jahr 1491 gestorbenen Herzogin Dorothea, Tochter des Kurfürsten Friedrich I. von Brandenburg. Dieser weist eine geritzte Zeichnung der Verstorbenen, ebenfalls in Nonnentracht und überkrönt von einem Baldachin, auf. Auch an diesem Stein sind die Evangelisten, sowie die hier noch sichtbare Inschrift zu erkennen.
Oben im Altarraum ist das hölzerne Epitaph eines Gadebuscher Bürgermeisters aus dem 18. Jahrhundert befestigt (H. Rassow, † 1743). Es wird von einem Bild des einstigen Stadtoberhaupts und allegorischen Schnitzfiguren geschmückt.
An der südlichen und nördlichen Wand des Chors befinden sich zwei Weihwasserbecken, außerdem hängt in diesem Teil der Kirche das Stadtwappen des mittelalterlichen Bürgermeisterstuhls sowie eine Terrakottaplatte aus dem dritten Viertel des 16. Jahrhunderts, die die Kreuzigung darstellt und eigentlich zur Ausstattung des Gadebuscher Schlosses aus der Werkstatt des Statius von Düren gehört. Reste der einstigen Chorschranken aus der St. Marien-/Königskapelle aus dem 15. sind ebenfalls erhalten, wurden allerdings im 19. Jahrhundert verändert. Im Langhaus sind weitere Werke zu betrachten, so beispielsweise eine Opfertruhe, vier Wandleuchter und drei Blaker aus Messing aus dem 16. und 17. Jahrhundert sowie drei Kronleuchter. Der älteste unter ihnen wurde 1582 von der Schmiedezunft gestiftet, die übrigen beiden sind Relikte der Nachkriegszeit und wurden vom Gadebuscher Schmiedemeister Adolf Wendland angefertigt. Diverse Kleinkunstwerke befinden sich im Pfarrhaus, so beispielsweise mehrere Abendmahlskelche aus dem 14. bis 19. Jahrhundert.

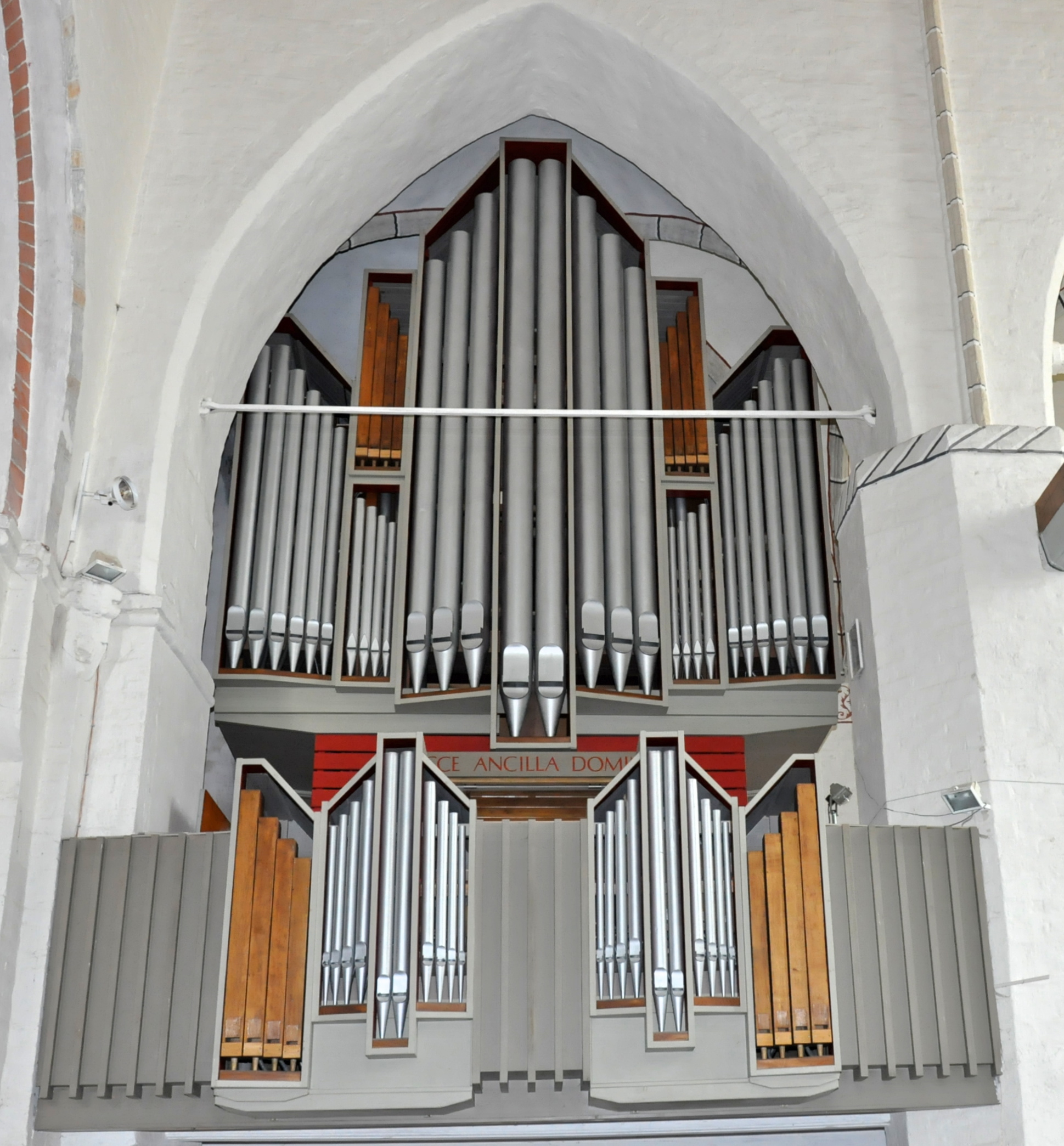
Orgel auf der nördlichen Chorempore

Die Orgel auf der nördlichen Empore stammt aus der Hand des Plauer Orgelbaumeisters Wolfgang Nußbücker. Sie besitzt 28 Register und wurde im Jahr 1980 eingebaut, die früheren Orgeln befanden sich einst im östlichen Chorraum. Die hinter der Orgel befindliche Sakristei beherbergt weitere Sehenswürdigkeiten, so zum Beispiel Teile des ehemaligen Chorgestühls mit dem von König Albrecht III. bestimmten Schwedenkronenwappen sowie zwei mit dem Wappen der Königin Agnes versehene, geschnitzte und bemalte Gewölbescheiben aus der Königskapelle aus der Zeit um 1420. Des Weiteren sind hier der Mittelschrein eines spätgotischen Schnitzaltars, der ehemals von der Madonna im Wolkenkranz geschmückt wurde, sowie ein Relief des Marientodes erhalten.
Im Mittelalter wurden die ersten Glocken der Kirche von der damals bedeutsamen Gadebuscher Glockengießerei angefertigt. Die späteren Glocken aus dem Jahr 1855 wurden 1917 umgeschmolzen, um Geschossringe herzustellen, weshalb der Kirchturm neu bestückt wurde, unter anderem mit einer Glocke, die mit der plattdeutschen Inschrift „Taun Krieg bün ick gäwen, will raupen taun Fräden“ („Für den Krieg gegeben, will ich zum Frieden rufen“) versehen war. Die heutigen Glocken der Kirche wurden im Jahr 1926 angebracht.

## Bedeutung
Die Gadebuscher Stadtkirche gilt heute nicht nur als eine der ältesten romanischen Hallenkirchen Norddeutschlands, sondern darüber hinaus auch als ältester erhaltener Sakralbau in ganz Mecklenburg. Sie zählt darum zu den bedeutendsten Kirchenbauten im Norden der Bundesrepublik und wurde im Jahr 2005 zum Denkmal von nationaler Bedeutung erklärt.
St. Jakob und St. Dionysius zeigt den Beginn bürgerlichen Backsteinbaus auf und führt, repräsentativ für die frühe norddeutsche Stadtgründung, anschaulich die baulichen Anfänge der Stadt Gadebusch vor Augen. Seit Jahrhunderten wird die Kirche von der Gemeinde als Glaubensstätte genutzt und geliebt. Neben Lübeck, Ratzeburg, Schwerin und Wismar mit ihren bedeutenden Sakralbauten ist Gadebusch mit seiner Hallenkirche außerdem ein beliebtes Ausflugsziel für Touristen und Kunstinteressierte der Region. Sie bietet ein einzigartiges Zusammenspiel unterschiedlicher epochaler, regionaler und stilistischer Einflüsse.

## Gemeinde
Seit 2000 ist die Kirchengemeinde der Stadtkirche St. Jakob und St. Dionysius mit Groß Salitz und Roggendorf dauerhaft verbunden. Die Evangelisch-Lutherische Kirchengemeinde Gadebusch gehört zur Propstei Wismar im Kirchenkreis Mecklenburg der Evangelisch-Lutherischen Kirche in Norddeutschland.